# Valhermoso de la Fuente

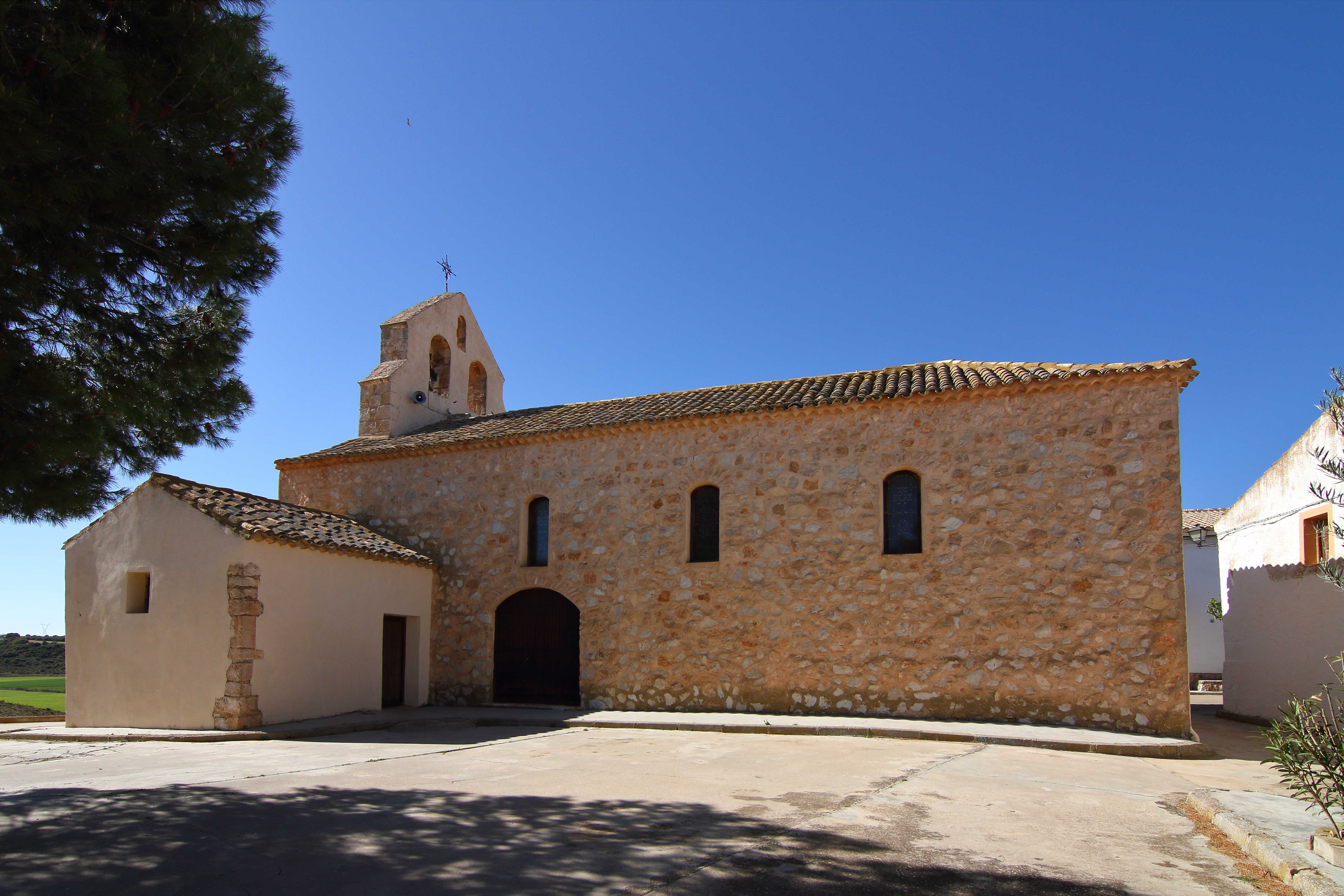
Iglesia de San Blas

Valhermoso de la Fuente es un municipio español de la provincia de Cuenca, en la comunidad autónoma de Castilla-La Mancha. Tiene un área de 32,12 km² con una población de 47 habitantes (INE 2017) y una densidad de 1,46 hab/km².

## Geografía
Valhermoso de la Fuente es un municipio situado en la comarca de La Manchuela. Limita con los municipios de Alarcón y Pozorrubielos de la Mancha. Por su término pasa la N-3.
Las localidades más cercanas son Motilla del Palancar, Alarcón, Pozoseco, Rubielos Altos, Valverdejo, Valverde de Júcar, Gabaldón y Villanueva de la Jara.

## Historia
Hasta la reforma de la nomenclatura municipal de 1916 el municipio se llamaba simplemente Valhermoso. En dicha fecha su nombre fue modificado por el de Valhermoso de la Fuente.

## Demografía
Valhermoso de la Fuente cuenta con una población de 59 habitantes (INE 2024).
| Gráfica de evolución demográfica de Valhermoso de la Fuente entre 1842 y 2021 |
| |
| Población de derecho según los censos de población del INE Población de hecho según los censos de población del INEEn estos censos se denominaba Velhermoso: 1842, 1857, 1860, 1877, 1887, 1897, 1900 y 1910 |

## Monumentos
- Iglesia de San Blas.
- Torreón.

## Fiestas
- San Blas: 3 de febrero.
- Sagrado Corazón de Jesús. Del 28 al 30 de agosto.